# Rogelio Martínez Furé
Rogelio Martínez Furé (* 28. August 1937 in Matanzas/Provinz Matanzas; † 10. Oktober 2022 in Havanna) war ein kubanischer Folklorist, Musikethnologe und -wissenschaftler.

## Leben
Martínez studierte von 1951 bis 1956 Literatur am Instituto de Segunda Enseñanza in Matanzas und darauf an der Universität Havanna Zivil-, Verwaltungs- und diplomatisches Recht. Er arbeitete am  Instituto de Etnología y Folklore der Academia de Ciencias de Cuba, wo er sich auf das Studium afrikanischer kultureller Einflüsse in Amerika spezialisierte. 1962 gründete er das Conjunto Folklórico Nacional de Cuba  mit dem Ziel, die kulturellen Traditionen afrokubanischen Ursprungs auf dem Gebiet von Musik und Tanz zu sammeln, zu bewahren und zu fördern.
Neben Artikeln in Fachzeitschriften und Broschüren verfasste Martínez fast zwei Dutzend Bücher. Ausgezeichnet wurde er u. a. mit einem Ehrendoktortitel des Instituto Superior de Arte in Havanna, dem Premio Nacional de Investigación Cultural (2001), dem Premio Nacional de Danza (2002) und dem Premio Nacional de Literatura de Cuba (2015).

## Schriften
- Poesía anónima africana (1968)
- Mambisa palenque (1977)
- Diálogos imaginarios (1979)
- Diwan africano (1988, 1996)
- Briznas de la memoria (2004)